# Царицынская сторожевая линия
Царицынская сторожевая линия, или Вал Анны Иоанновны, — оборонительная линия Российской империи, перекрывавшая перешеек между реками Дон и Волга от набегов Крымского ханства и кочевников Поволжья.
Царицынская сторожевая линия (земляная линия), или Вал Анны Иоанновны, использовалась с 1720 года по 1776 год.

## Причины создания
… по случаю беспрерывных набегов Кубанских Татар, от Царицына до Дона проведена была земляная линия, или вал, который прикрывался деревянным стоячим палисадником и укреплен тремя земляными крепостями. Впрочем, эта преграда не всегда останавливала хищников. Поэтому, впоследствии времени протянута была по сей линии цепь регулярного войска, под командою Генерала Тараканова.
К началу XVIII века южная граница России проходила по линии Белгород — Воронеж — Тамбов — Симбирск, которые на тот момент были пограничными крепостями системы обороны, состоящих из засечных черт: Белгородской, Тульской, Симбирской. Города южнее этой черты (например, Саратов, Царицын, Астрахань) представляли собой крепости с круговой обороной без прилегающих мирных земель и снабжавшихся через Волжский торговый путь. Удачный Азовский поход Петра I и взятие Азова в 1694 году привели к уменьшению риска набегов на южную границу. Началось освоение земель за пределами линии обороны, приведшее к основанию Тамбовского, Пензенского, Симбирского уездов, к увеличению грузооборота по волгодонской переволоке, возможности добычи соли с озера Эльтон. Но неудачный Прутский поход 1711 года и уход российских войск из Азова вернули огромную опасность, набеги с целью грабежа и угона населения в рабство возобновились с прежней силой. Одним из маршрутов нападения был Ногайский шлях, перерезать который должна была Царицынская линия.
По Адрианопольскому миру 1713 года между Россией и Оттоманской Портой южные границы России проходили по линии Киев — течение Днепра — Переволочна — междуречье Орели и Самары — территория будущего Ростова-на-Дону в устье Дона — течение Терека до Каспийского моря. Однако эта границы была условна и легко преодолевалась в результате постоянных набегов крымских татар, кочевых народов Поволжья (калмыков, казахов, ногаев), а также казаков (на момент строительства линии бывших независимым от Российской империи вольным военно-разбойничным сообществом). Особенно разрушительным был организованный крымским ханом Бахти-Гераем Кубанский погром в августе-сентябре 1717 года. После этого набега в Сенате началось обсуждение строительства укреплённой линии, в ноябре 1717 началась организационная работа по началу строительства с весны 1718 года.
Царицынская линия была элементом общей тактики выдавливания кочевых народов на юг и восток от российский территории, проводившейся в XV—XIX веках. Она заключалась в строительстве цепи крепостей, соединённых в одну оборонительную линию, с гарнизоном в виде регулярных войск и переселённых с семьями казаков, получавших за службу различные льготы. В глубине защищённого пространства селились крестьяне-переселенцы и горожане новых городов, возникающих на теперь уже безопасных торговых путях. После освоения «отрезанной» таким способом территории новая линия создавалась южнее или восточнее.

## Строительство
С западной стороны междуречья рельеф образует излучину Дона, поэтому место было очевидным — уже созданный Паншин городок на максимально восточной точке берега. С восточной стороны русло Волги относительно прямое, поэтому в указе Сената от 15 ноября 1717 года предлагалось рассмотреть два варианта проведения линии от Паншино: или к Дмитриевску, или к Царицыну. В указе Сената от 31 декабря 1717 года выбор был сделан в пользу Царицына, определено ответственное ведомство — Военная коллегия и впервые указано название линии — «Царицынская». Строительство велось по общепринятой в то время теории бастионной системы укреплений Вобана, учитывающей возросшую роль огнестрельного оружия и взрывчатых боеприпасов.
Весною 1718 года под руководством бригадира Кропотова начались работы. Строителями линии были военные и гражданские рабочие: 4 драгунских полка (5000 человек), донские казаки из верховых городков (2345 человек), Сумской и Ахтырский слободские казацкие полки (около 2500 человек), войска гетмана Скоропадского (6000 человек), гражданские рабочие из Азовской и Казанской губерний (1244 человека). Общая численность колебалась от 15 000 человек в начале строительства до 10 000 в 1720 году. К осени 1719 годы была завершена земляная линия и одна из крепостей — Донская. За летний сезон 1720 года были построены остальные крепости.
Место постройки и тогда, и сейчас представляет собой степь, перерезанную оврагами, поросшими кустарником и мелким лесом. Линия длиной 54 километра состояла из сухого рва шириной до 8 метров и вала высотой от 2,6 до 4,6 метров (от дна рва — 9—12 метров) с банкетом для стрельбы. Прорезавшие линию овраги перегораживались частоколом из заостренных брёвен и дубовыми клетями, заполненными землёй. Поверхность рва и вала покрывалась вырезанными с другого места кусками дёрна для прирастания травяного покрова в целях предотвращения выветривания. В состав линии вошли: каменная крепость Царицын, деревянно-земляные крепости Мечетная, Грачевская, Осокорская, Донская и 23 земляных редана. Внутри редана построено караульное помещение, редан усилен частоколом.

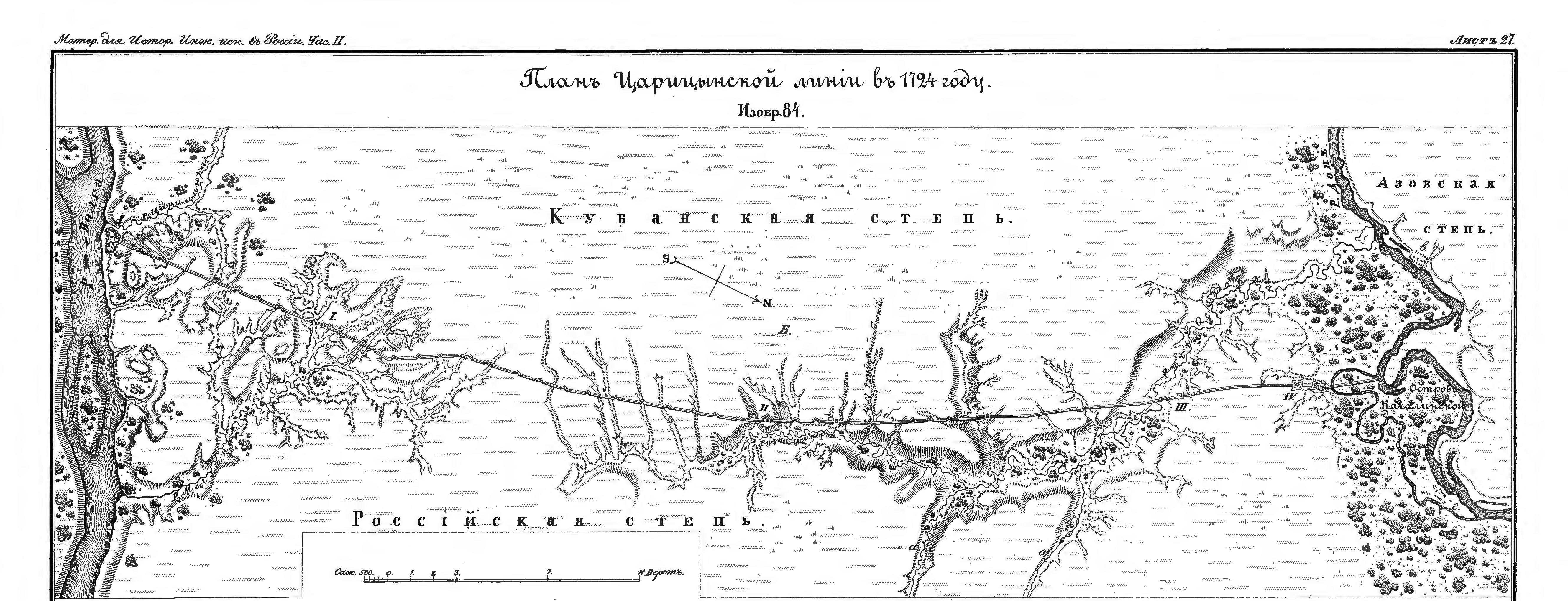
Царицынская линия в 1724 году
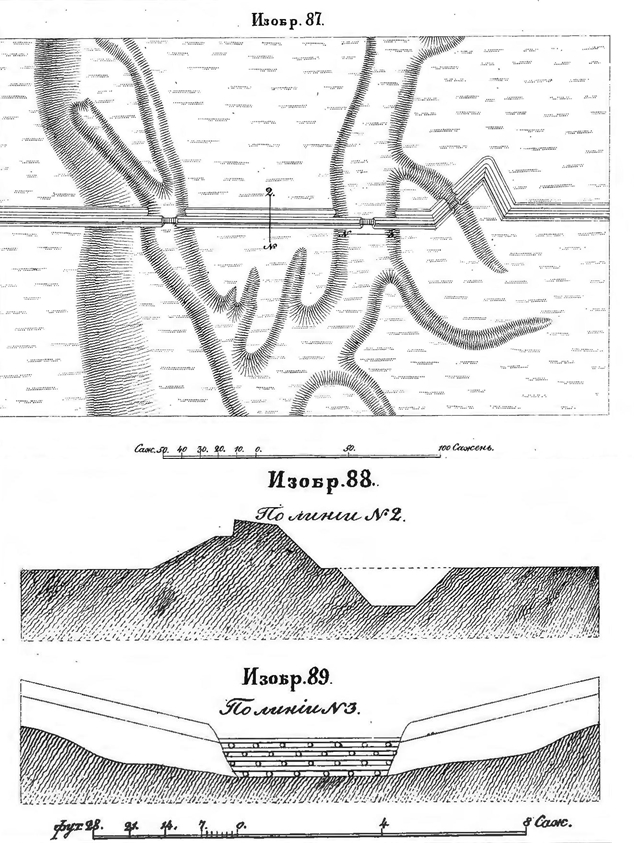
Разрез основного оборонительного вала на ровном месте (средняя схема), в овраге (нижняя схема)
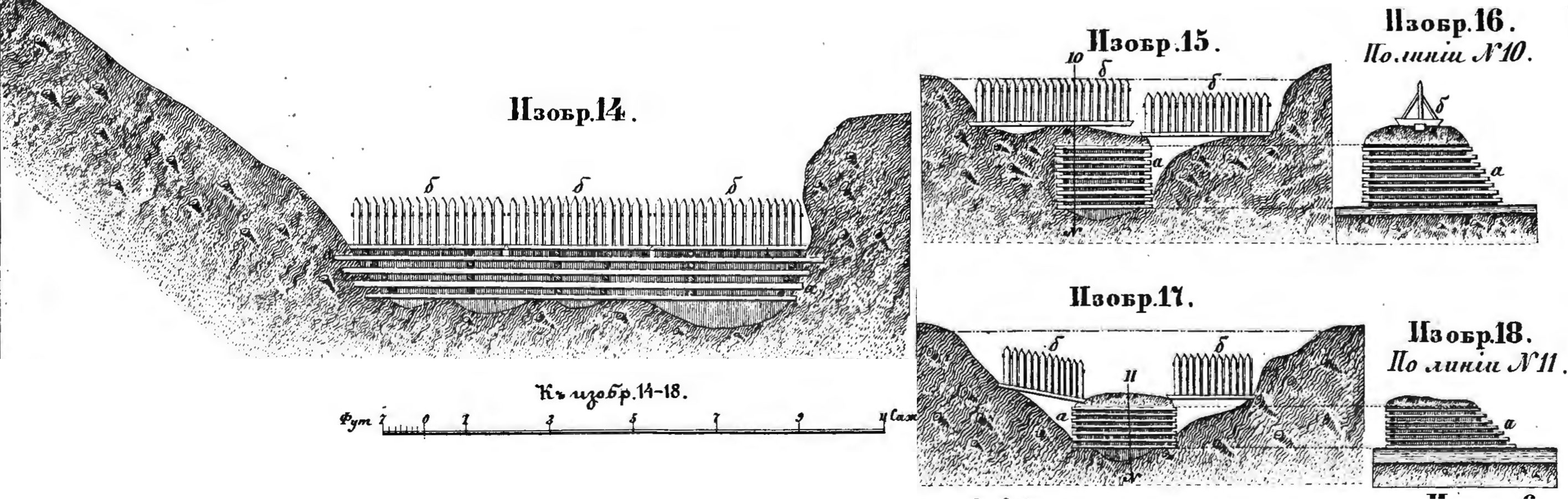
Разрез пересечения оврагов.

## Крепости
Донская — расположена на речной террасе Дона около современной станицы Качалинская 49°06′05″ с. ш. 44°02′03″ в. д.. Пятиугольная бастионная цитадель с земляным ретраншементом, окружённым полубастионами; гарнизон 300 человек и 12 пушек.
Асокарской редут или Осокорская — у реки Сакарка; небольшой гарнизон и три пушки.
Грачевская — у современного хутора Грачи 48°57′06″ с. ш. 44°17′51″ в. д.. Форма пятилучевой звезды с ретраншементом, гарнизон 500 человек при 13 пушках.
Мечетинская или Мечетная — у реки Мокрая Мечётка на месте нынешнего поселка Городище. Четырёхугольная с полубастионами; гарнизон 300 человек и 7 пушек.
Царицын — четырёхугольная бастионная цитадель с ретраншементом, замыкала сторожевую линию у берега Волги, гарнизон 500 человек. Оборонительные стены состояли из деревянных стен с башнями, построенных в виде неправильного многоугольника. Предместье защищено ретраншаментом в виде вала с бастионными выступами. Со стороны Волги и Царицы стена была без дополнительных укреплений, с вынесенными двумя флешами и центральным бастионом, соединёнными палисадом. Перед западным оврагом (засыпан, сейчас на его месте дорожное покрытие проспекта Ленина от Царицы до областной администрации) стена усилена небольшими бастионами. Северная стена, самое опасное направление для атаки, где не было реки и оврага, была усилена флешами, в которых сделаны бревенчатые платформы для пушек. Возле западного бастиона (на схеме № 5) сделан траверс, который должен обстреливать овраг по продольной линии. Когда замерзала Волга и усиливался риск атаки с берега, на лёд устанавливались дополнительные деревянные сооружения — палисад (линия ф) и 3 орудийные батареи (показаны тонкой линией).
Крепость располагалась на прямоугольнике современной территории Волгограда: церковь Иоанна Предтечи — пересечение улицы Краснознаменской и проспекта Ленина — пересечение проспекта Ленина и Аллеи Героев — Центральная набережная. К городу линия подходила по современным проспекту Жукова и улице Исторической, разделяя Александровский и Преображенский форштадт.

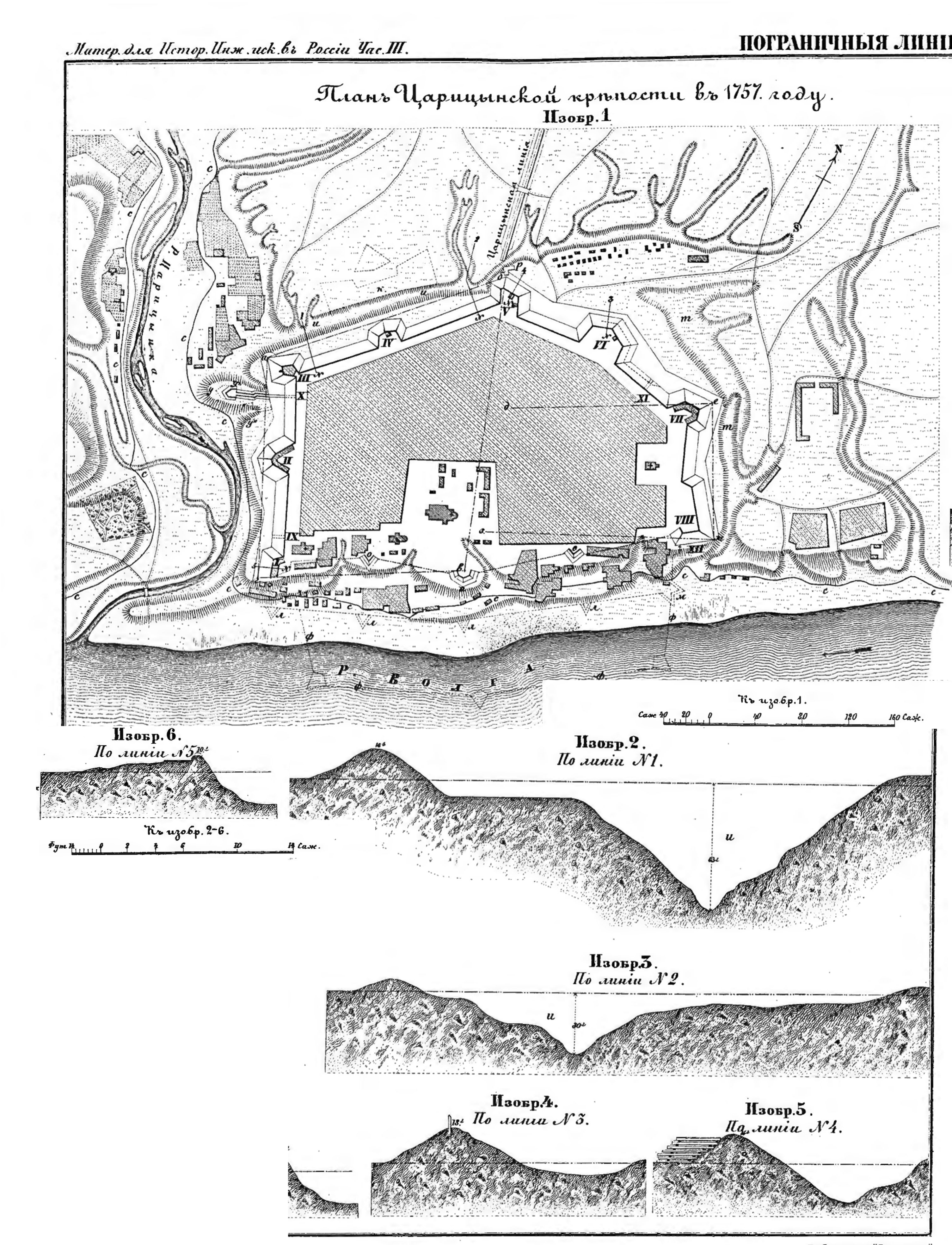
Крепость Царицын 1757 году  с разрезами
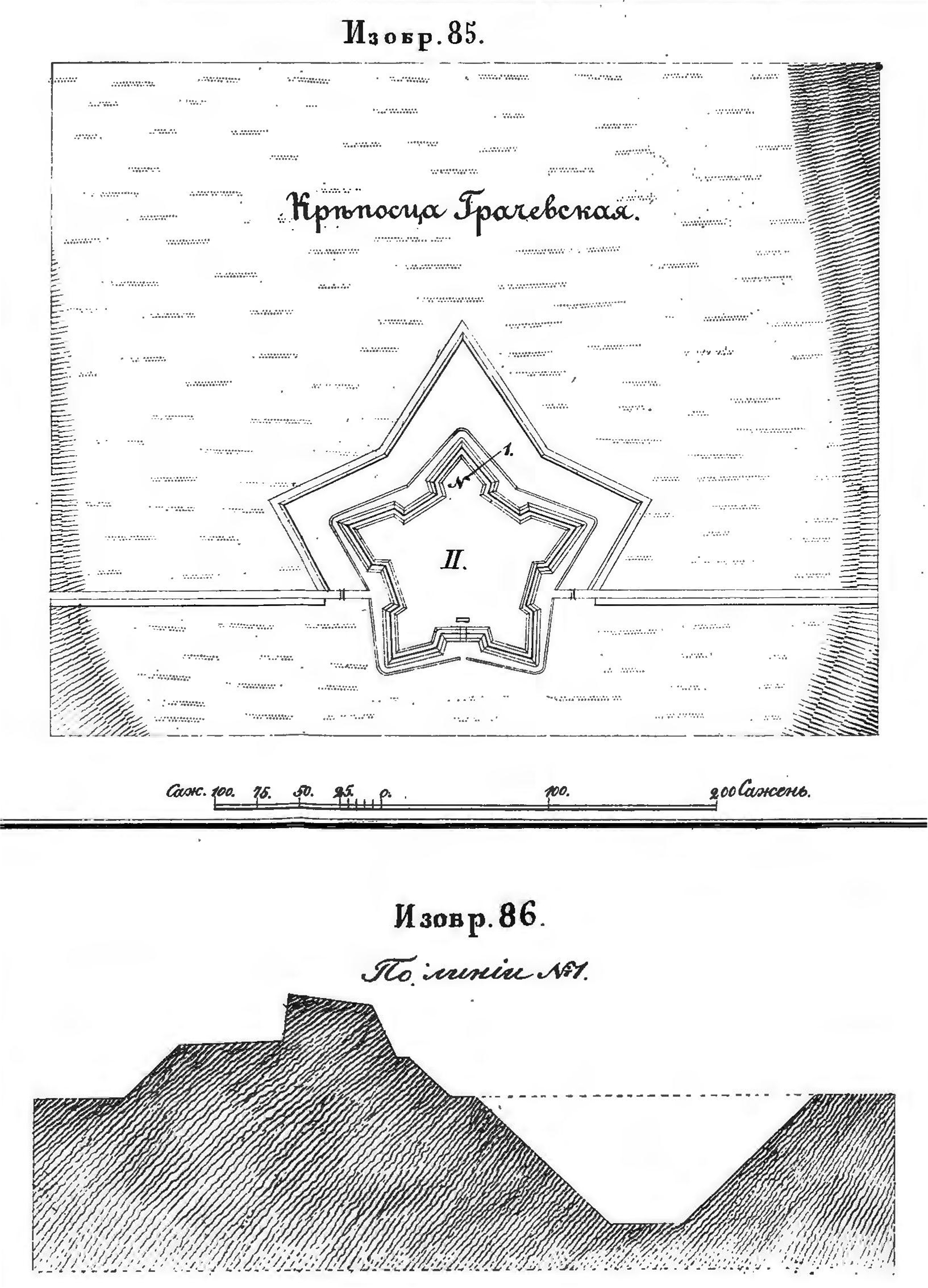
Крепость Грачевская с разрезом оборонительного вала
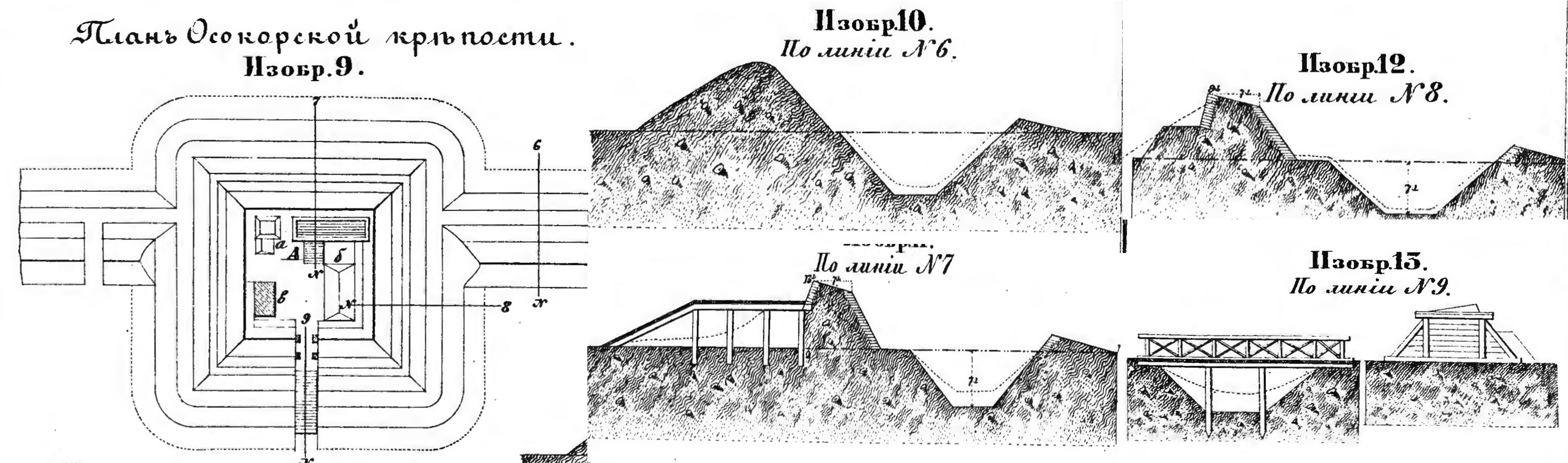
Крепость Осокорская с разрезами валов.

## Система обороны
Завершение строительства в 1720 году изменило систему обороны региона. Царицынская линия стала южным фронтом тысячекилометрового выступа, образованного по флангам Доном до Воронежа и Волгой до Сызрани. По границе этого выступа располагались караулы, осуществлялось конное патрулирование. Сама линия не предназначалась для долговременной осады, её целью было недопущение проникновения небольших банд на лошадях, которым невозможно пересечь линию незамеченными. В случае подхода крупных сил противника гарнизон должен был отступить в Царицын и занять в городе круговую оборону. Основные силы были собраны в ударную группу и расположены значительно севернее, на Сызранской укрепленной линии от Сызрани до Пензы. Главный удар по противнику они наносили, наступая в пространстве волгодонского междуречья, при необходимости вместе должны выступить заволжская группа войск и соединения западнее Дона. Такой принцип обороны позволял контролировать границу в тысячи километров и в то же время иметь силы для отражение набегов значительных сил лёгкой кавалерии крымских татар или кочевников.
Решающее значение линия приобрела в десятилетие царствования императрицы Анны Иоановны (1730—1740), когда волгодонское междуречье активно заселялось русскими переселенцами. Свою безопасность они связывали с нормально функционирующей царской охраной на линии, поэтому родилось второе название — Вал Анны Иоановны. В 1729 году начальник главного управления инженерного корпуса граф Б.-К. Миних составил новый реестр укреплённых линий и крепостей Российской Империи. В нём существующие крепости и линии были разделены на 7 департаментов, сгруппированных территориально и по вероятному противнику, составились планы по постройке новых линий и крепостей. Царицынская линия относилась к 5 департаменту, защищавшему юго-восточную границу от крымских татар, кочевых калмыков, киргизов, казахов, не подчинившихся царской власти казаков. Также в этот департамент входили (в том числе непостроенные к 1729 году, но планируемые к постройке в 1730-х годах) объекты: крепости с армейским гарнизоном: Хопёрск, Качалин, Царицын, Юрьев на Яике, Яик, Ахтуба, Самара, Дмитриевск, крепость на Васильевых буграх (будущая крепость Святой Анны вблизи станицы Старочеркасская); крепости с иррегулярным гарнизоном: Михайлов, Верхний Ломов, Нижний Ломов, Медведица, Саратов.
В 1731—1733 годах по воле императрицы Анны Иоанновны донской наказной атаман А. И. Лопатин организовал переселение на Царицынскую сторожевую линию более тысячи семейств донских казаков.
Постепенно, с каждым продвижением границы Империи на черноморское побережье, значение линии падало, так как основную опасность принимали на себя новые крепости украинской и кавказской линий, оставляя Царицын в тылу. По результатам войны с Турцией 1735—1739 годов был заключён Белградский мир, России отошли Азов и Приазовье. По результатам Русско-турецкой войны 1768—1774 годов был заключён Кючук-Кайнарджийский мир, по которому России отходили Северное Причерноморье и Кубань, прежние источники постоянных набегов. Теперь многовековые противники были или изгнаны (ногаи), или принуждены к мирной жизни на российских политических условиях (калмыки, казахи), или сдерживались на новых рубежах (крымские татары). В 1777 году охрана линии была снята, волгодонское междуречье зажило мирной жизнью.

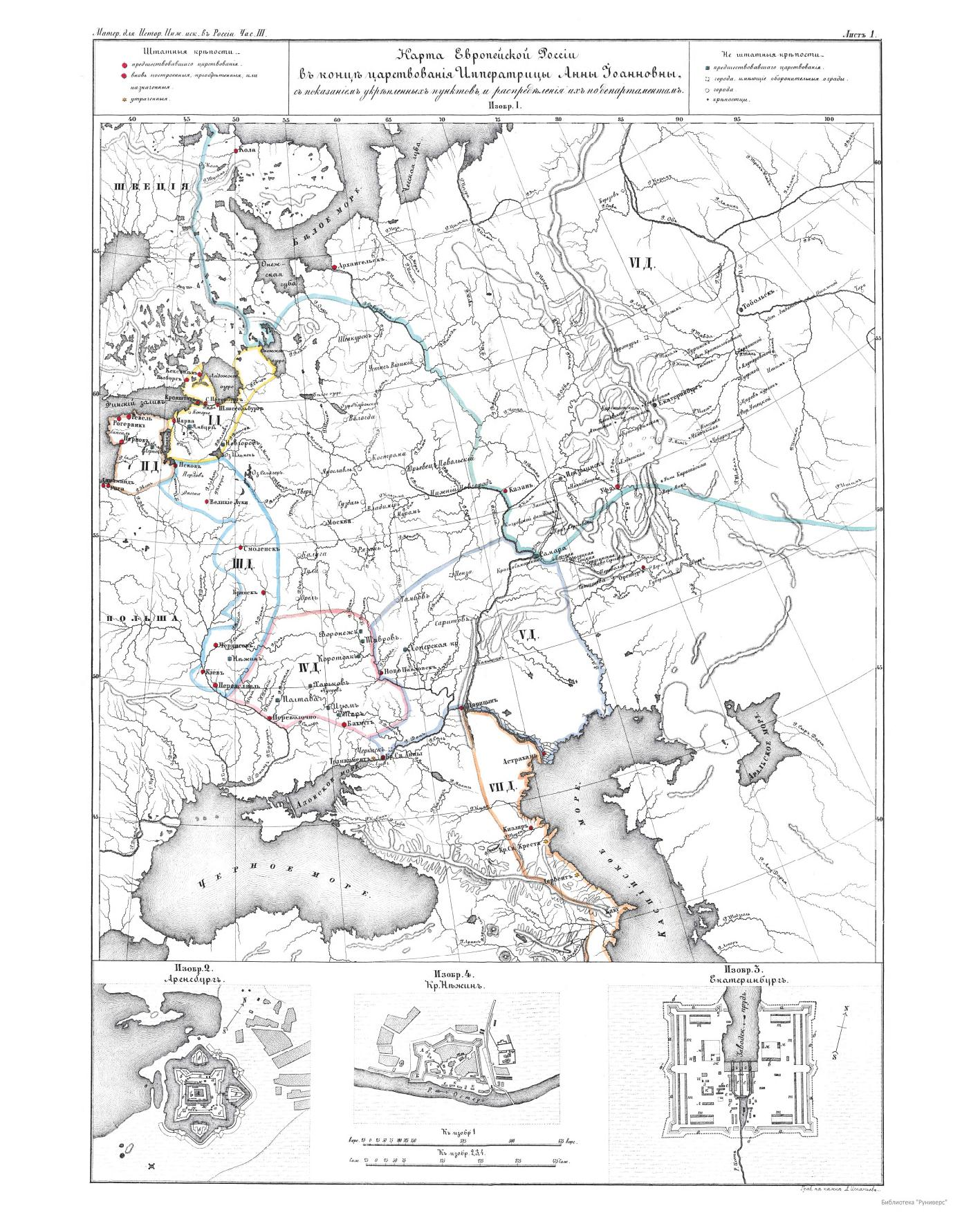
Карта европейской части России 1740-х годов с крепостями, разделёнными по департаментам
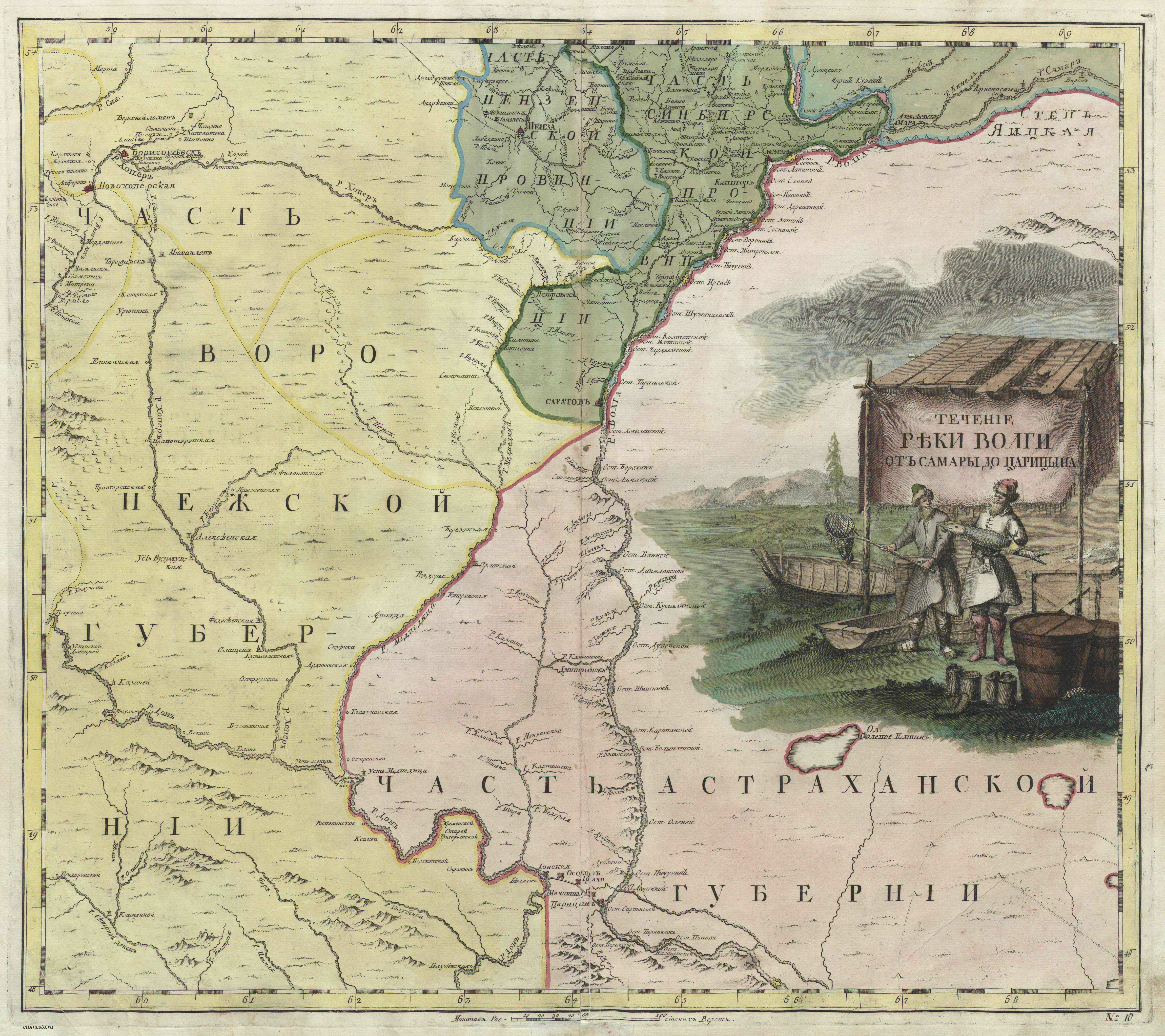
Линия на карте  Волги от Самары до Царицына 1745 года
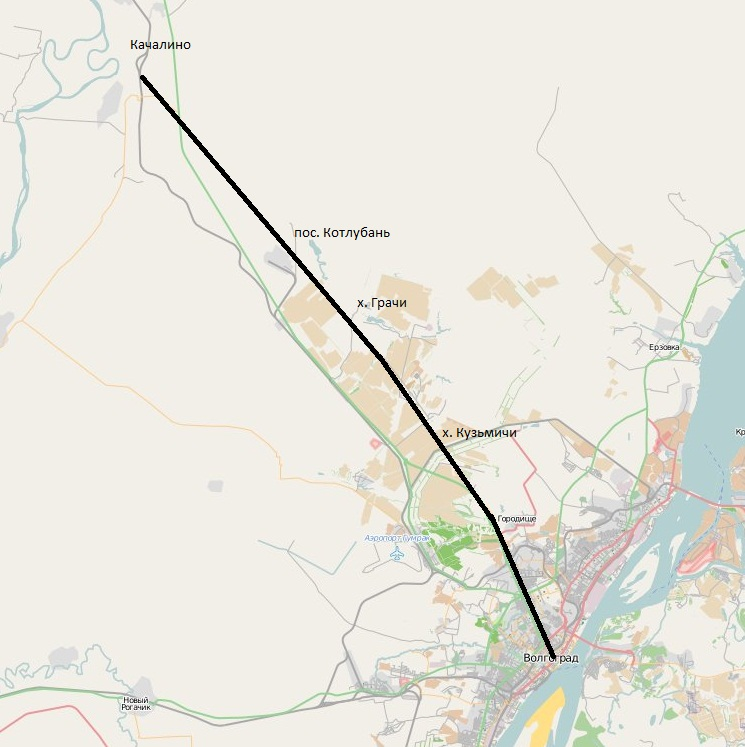
Царицынская сторожевая линия на карте OpenStreetMap

## Гарнизон
Гарнизон линии значительно усиливался летом и ослаблялся зимой, когда уменьшалось мобильность конницы кочевников и уменьшалась вероятность набега. Размещение людей было постоянной проблемой, капитальных помещений построено не было, зимовали в землянках и шалашах. Решением проблемы стала зимовка гарнизона в ближайших казачьих станицах, в зимние месяцы на линии оставалось около 300 человек для патрулирования. С казачьих станиц на службу командировали казаков. Путешественник Гмелин после посещении линии в 1769 году писал:

 Если хочешь бедную тварь в свече себе представить, то должно на память привести донского казака, на линии стоящего. Само собою явствует, что из отчизны своей казаки посылаются самые бедные и неспособные, кои не в состоянии были ни просьбою, ни деньгами от сей тяжести освободиться.
Гарнизон линии:
- 1720 год — Сальянский пехотный полк, десять рот астраханского гарнизона, 1200 летом (800 зимой) донских казаков, артиллерия в составе 12 медных и 61 чугунной пушек;
- 1726 — Вятский, Владимирский и Азовский драгунские полки на линии, резервные Псковский, Сибирский и Тверской полки в Тамбовской и Шацкой провинциях Воронежской губернии под командованием генерал-лейтенанта фон де Роппа;
- 1728 — при линии был образован Царицынский корпус из 6 полков и около 500 донских казаков, командир генерал-лейтенант Чекин. Из 6 полков 3 стояли непосредственно на линии, 3 в резерве в Тамбове и Козлове;
- 1731 — предпринята попытка освободить армейские части от несвойственных им функций охраны и патрулирования и образовано Войско Царицынской линии казаков, которому поручена охрана линии;
- 1732 — на линию переведено около 1000 семей донских казаков, расселенных в станицах Антиповской, Балыклейской, Караваинской и посаде Дубовка[8];
- 1733 — Размещение казаков Царицынской линии в землях области войска Донского вызвало конфликты с донскими казаками. Решением проблемы стало переселение линейных казаков на берег Волги и учреждение Волжского казачьего войска с центром в Дубовке. Численность волжских казаков в строю составляла около 1200 человек, из них одновременно на линии в караулах и разъездах находилось от 100 до 600 человек. Вместе с волжскими несли службу несколько сотен донских казаков, армейских частей на охране линии не было;
- 1746 — казаки на линии усилены размещением Ростовского и Владимирского драгунских полков;
- 1771 — для охраны линии были образованы лёгкие полевые команды;
- 1777 — после ликвидации Царицынской линии гарнизон переведён на Кавказскую линию.

## Командиры
- Кропотов, Гаврила Семёнович — строитель и командир Поволжского корпуса 1720—1722;
- Я. С. Шамордин — командир Поволжского корпуса с 1722 года;
- Чекин, Фёдор Гаврилович — командир Царицынского корпуса в 1728 году;
- Загряжский, Артемий Григорьевич — командир Царицынского корпуса в 1732 году;
- Макар Персидский — атаман Волжского казачьего войска с момента образования в 1733 году;
- Тараканов, Алексей Иванович — декабрь 1733-март 1734 — командир линии;
- Стрешнев, Пётр Иванович;
- Феофилатьев, Иван Иванович;
- Брюс, Александр Романович.

## Ремонт
Выбор основного строительного материала — земли и дерева — тут же породил связанные с этим проблемы. Ров постоянно осыпался, особенно при весенних и осенних дождях, дерево сгнивало. Вал выветривался, срезанный в местах с обилием влаги дёрн плохо приживался на новом сухом месте. Уже в 1731 году инженер-майор Люберас после осмотра доложил Военной Коллегии: «в великой худобе и наружная крутость рва почти вся отвалилась … внутренняя крутость во многих местах». Вал осыпался в ров на 29 верст (половина линии), палисад весь сгнил. Масштаб ремонтных работ был настолько значителен, что возник вопрос о постройке линии в новом месте, однако было решено производить ремонт существующих позиций. Он продолжался всё время функционирования линии, работами руководили: инженер-майор Люберас (1731), инженер-подпоручик Фрауендорф (1736), инженер-майор Кутузов (1747).

## Значение
За 56 лет функционирования Царицынская линия выполняла следующие функции:
- Главная — защита южных границ России от набегов;
- Санитарный кордон от эпидемий чумы и холеры, на ней осуществлялся осмотр и карантин заболевших;
- К 1740—1760 годам добавилась функция границы русско-калмыцкого взаимодействия. По линии шёл раздел между кочевьями калмыков и казачьими станицами. Несмотря на то, что калмыки являлись российскими подданными, им и остальным степным кочевникам требовались разрешения на преодоление линии, которые могли получить только лояльные царской власти степняки. Академик Лепёхин в 1768 г. писал:

Царицынская линия ныне служит пределом кочевью некрещеных калмыков на загорной стороне, а прежде была защитой от набегов кубанских. По ту сторону и по другую линии совершенная степь, и лесу нигде не видно, кроме как в буераках, которые наполнены терновником, боярыней и дикими яблонями… Степь вся покрыта была диким льном, который ни мало сеяному не уступал.
Гарнизону линии не пришлось воевать с кочевниками или крымскими татарами непосредственно на линии, это всегда были мелкие стычки с небольшими грабительскими бандами, пытавшимися пройти границу незамеченными. Единственный раз крупные враждебные силы подошли к линии с тыла, и это были мятежники своего государства. В августе 1775 года вниз по Волге шло войско Емельяна Пугачева. Он был вынужден уходить от преследования царской армии, но для поволжских городов он выглядел наступающим победителем. Города сдавались после быстрого штурма или без боя, встречая Пугачёва колокольным звоном, как полагалось для царской особы. Единственным не сдавшимся самозванцу городом стал Царицын, отстоять его смог смелый и энергичный комендант Иван Цыплятев. Он сумел отразить штурм Пугачева 23 августа 1774 года. В эти дни гарнизон линии вместе с артиллерией отступил в Царицын, где собирались разбитые Пугачевым царские части из поволжских городов, сохранившие верность донские и волжские казаки.
В дни Сталинградской битвы вермахт использовал линию как ориентир в степи, в немецких документах и топографических картах она обозначена как «Татарский вал».

## Современное состояние
Линия проходит от станицы Качалинской до Волгограда по территории современных Городищенского и Иловлинского районов Волгоградской области. Оплывшие ров, вал и реданы49°00′50″ с. ш. 44°11′49″ в. д. сохранились на протяжении около 34 километров от Качалинской до железнодорожной станции Древний Вал, расположенной в 10 км от северо-западной окраины Волгограда. Видимые остатки крепостей сохранились у Грачевской и Донской. В настоящее время (2017 год) на остатках крепости Грачевской идёт строительство, уничтожая вал. Влияние проведённой три века назад линии прекрасно видно со спутниковых фотографий. В степи параллельно прямой линии вала идут поля, просёлочные дороги, лесополосы, заборы, сельскохозяйственные сооружения. В посёлке Кузьмичи это улица, выросшая из просёлка и первых домиков вдоль вала, потом уничтожившая сам вал и ров, но сохранившая его направление и ориентацию. В районе Городище она проходит через балки вдоль трассы «Каспий», местами к северу от Городище она сохранилась вдоль балок, делая эти участки балок ещё более глубокими и непроходимыми. В Волгоград линия приходила вдоль улицы Исторической и проспекта маршала Жукова, где она в районе остановок общественного транспорта «Землячки» — «Хорошева» сохранилась и проходит вдоль трамвайной линии, задав параллельную ориентацию царицынской и современной застройке.
На пересечении трассы "Каспий" и линии стоит памятник с площадкой для остановки автотранспорта, мемориальной табличкой, старинной пушкой и бетонной стелой, показывающей профиль вала с банкетом для стрельбы в его подлинных размерах на момент сооружения в 1720 году49°02′50″ с. ш. 44°07′59″ в. д.. Вместе с сопроводительным текстом на памятник нанесена карта линии по состоянию на 1724 год из книги «Материалы для истории инженерного искусства в России» 1858 года генерала Ласковского. Сейчас линия является археологическим памятником областного значения.
Память о вале сохранилась в современной топографии: улица Историческая (до переименования — Историческое шоссе, ещё раньше — улица Исторический Вал) и станция «Древний Вал» Приволжской железной дороги и геральдике — на гербе Городищенского района изображена крепость с полубастионами — память о крепости «Мечетная», на месте которой основан поселок Городище.
В 2020 году коллектив региональных историков приступил к реализации проекта «Памятник фортификации Петровской эпохи „Царицынская сторожевая линия“: история строительства и эксплуатации, современное состояние, перспективы музеефикации и туристического использования». Проект реализуется при поддержке Волгоградского института управления Президентской академии, Волгоградского государственного социально-педагогического университета, Музея-заповедника «Сталинградская битва» и Российского исторического общества при финансовой поддержке РФФИ.
В рамках проекта запланировано комплексное исследование памятника, реализация всех мероприятий пройдет в течение 2020—2022 гг.

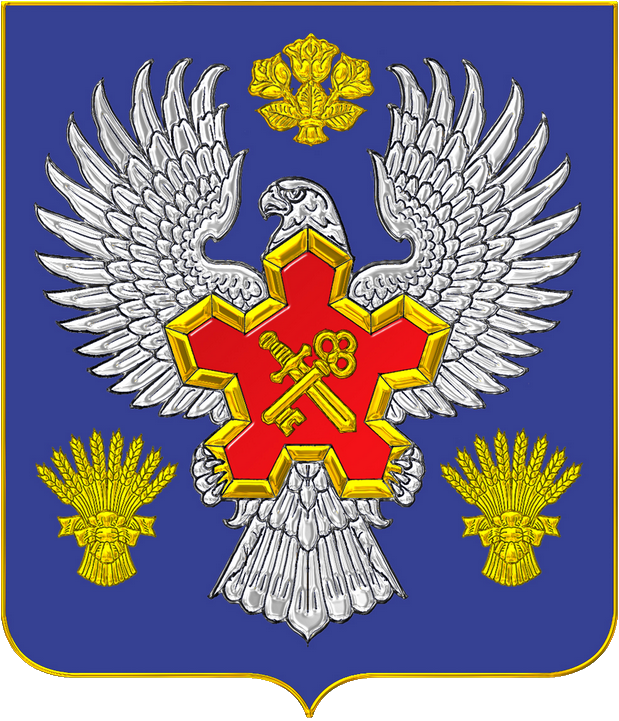
Герб Городищенского района — в центре крепость Мечетная
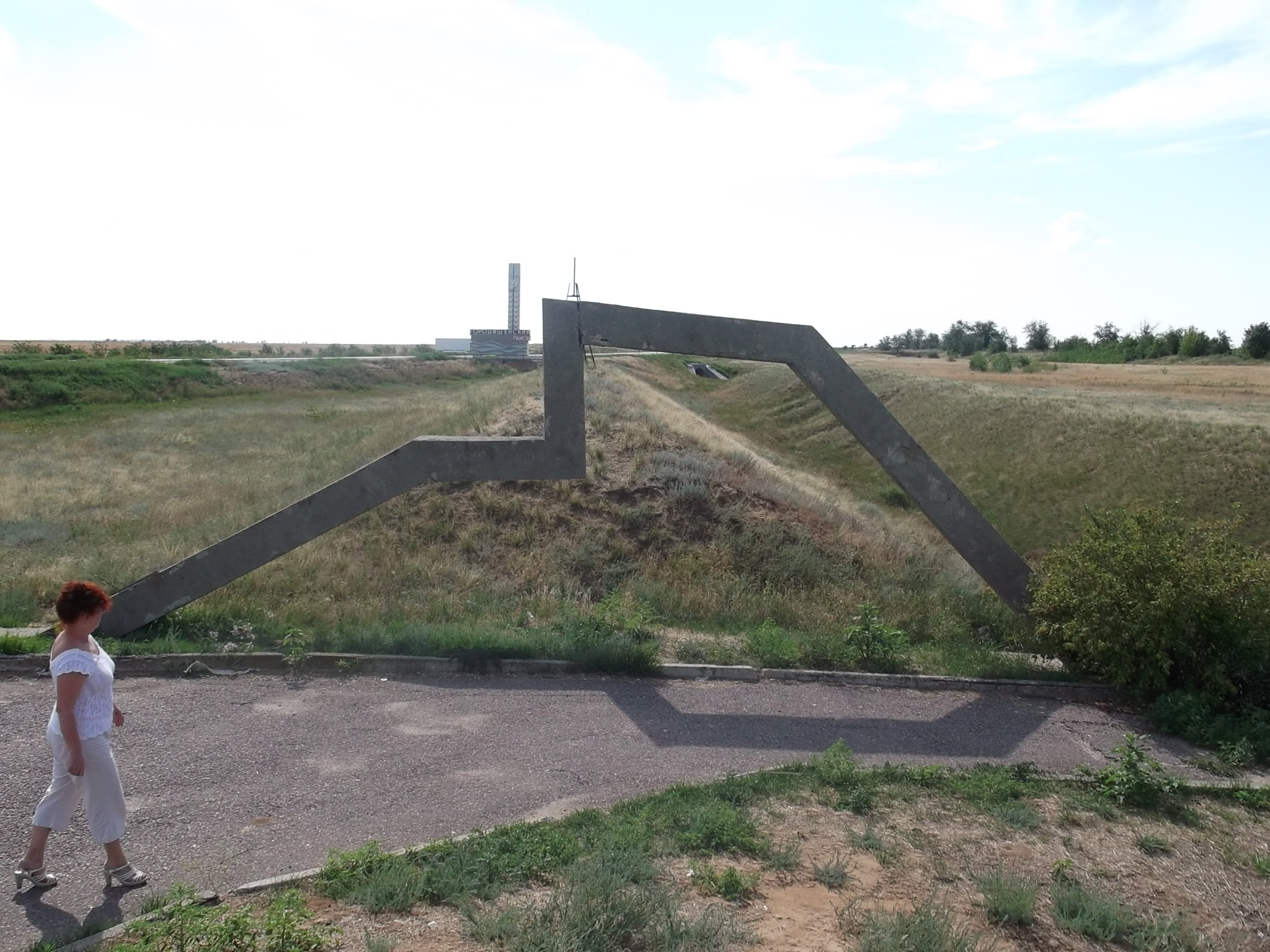
Стела, показывающая размеры вала на момент создания
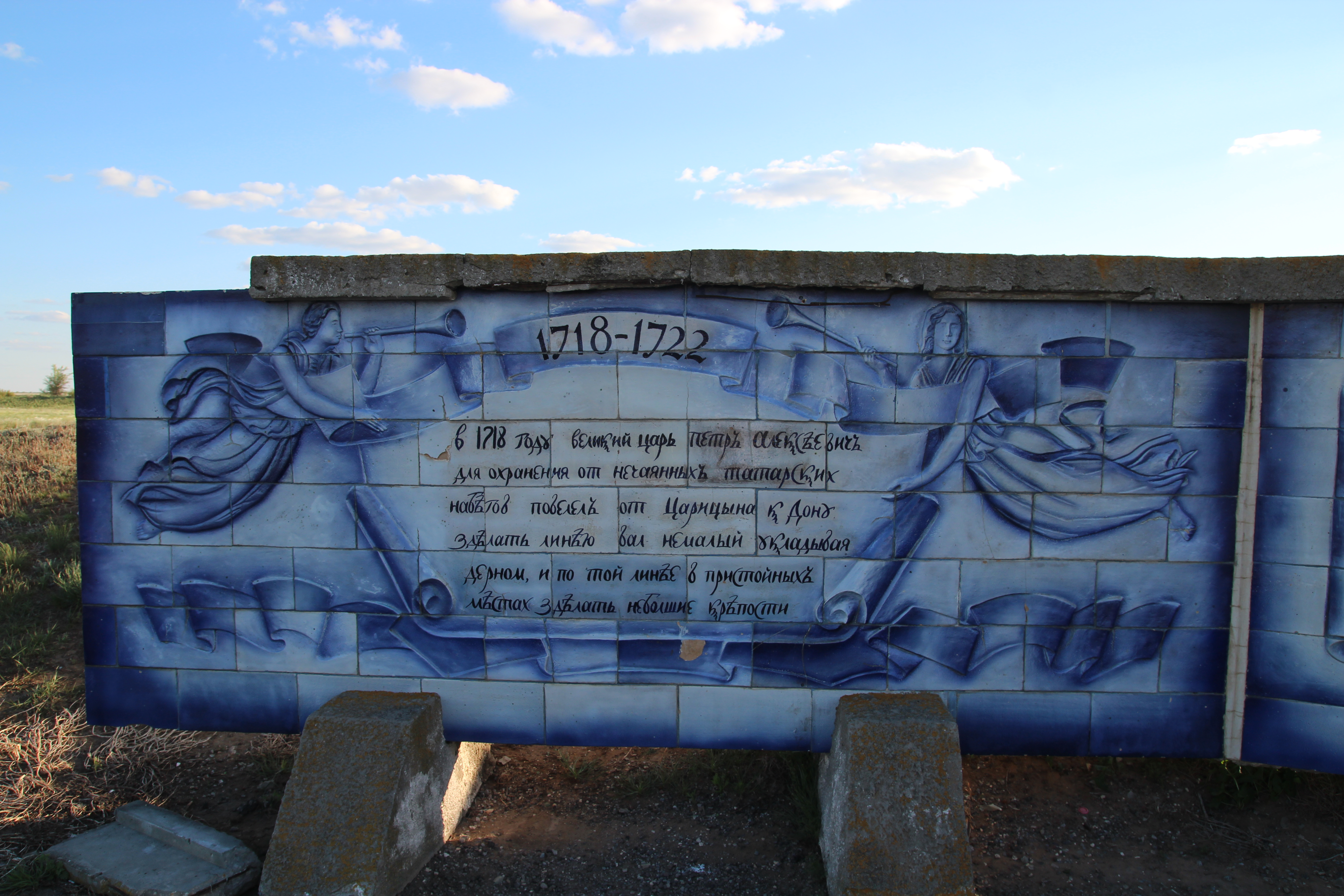
1-я секция памятного знака
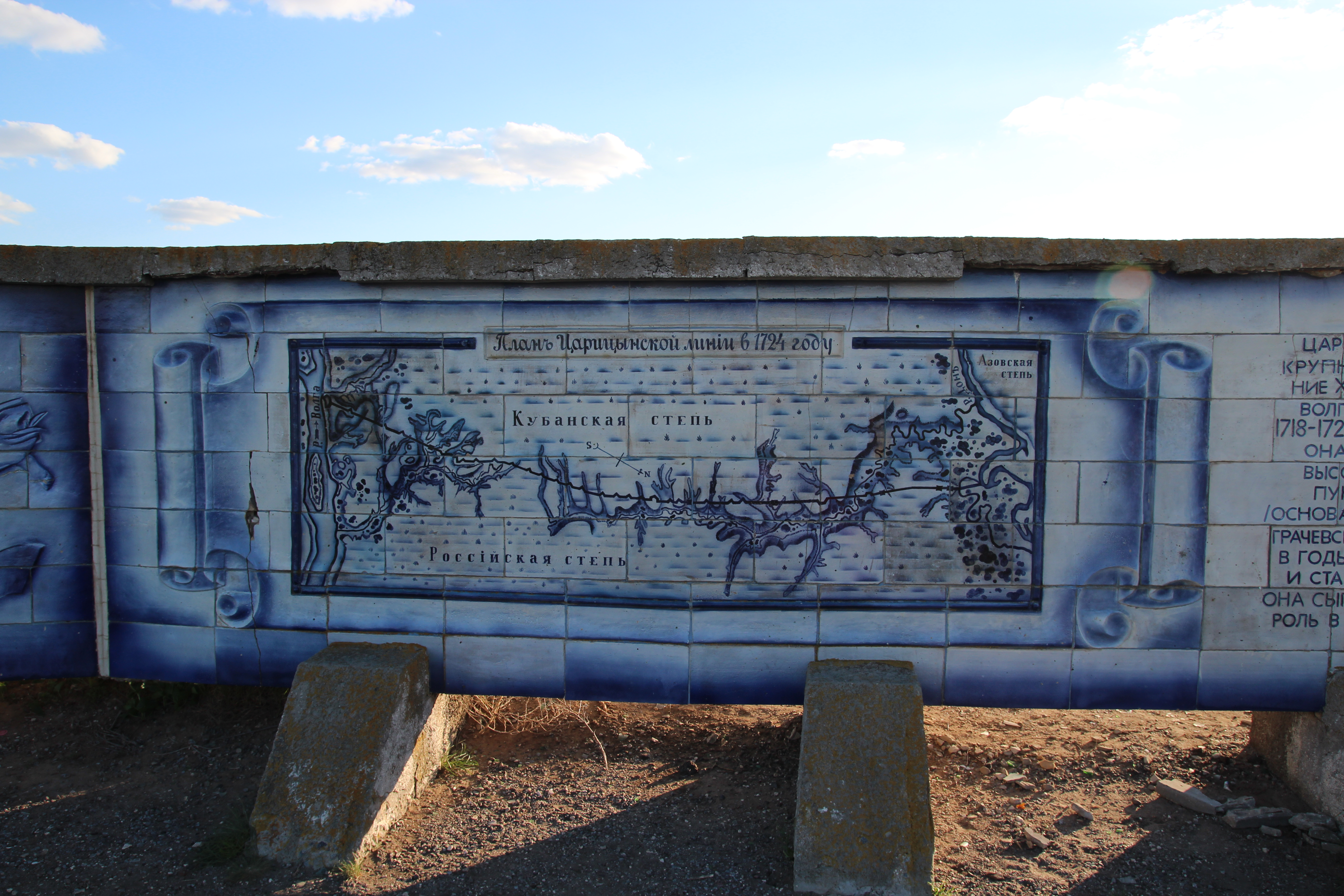
2-я секция памятного знака
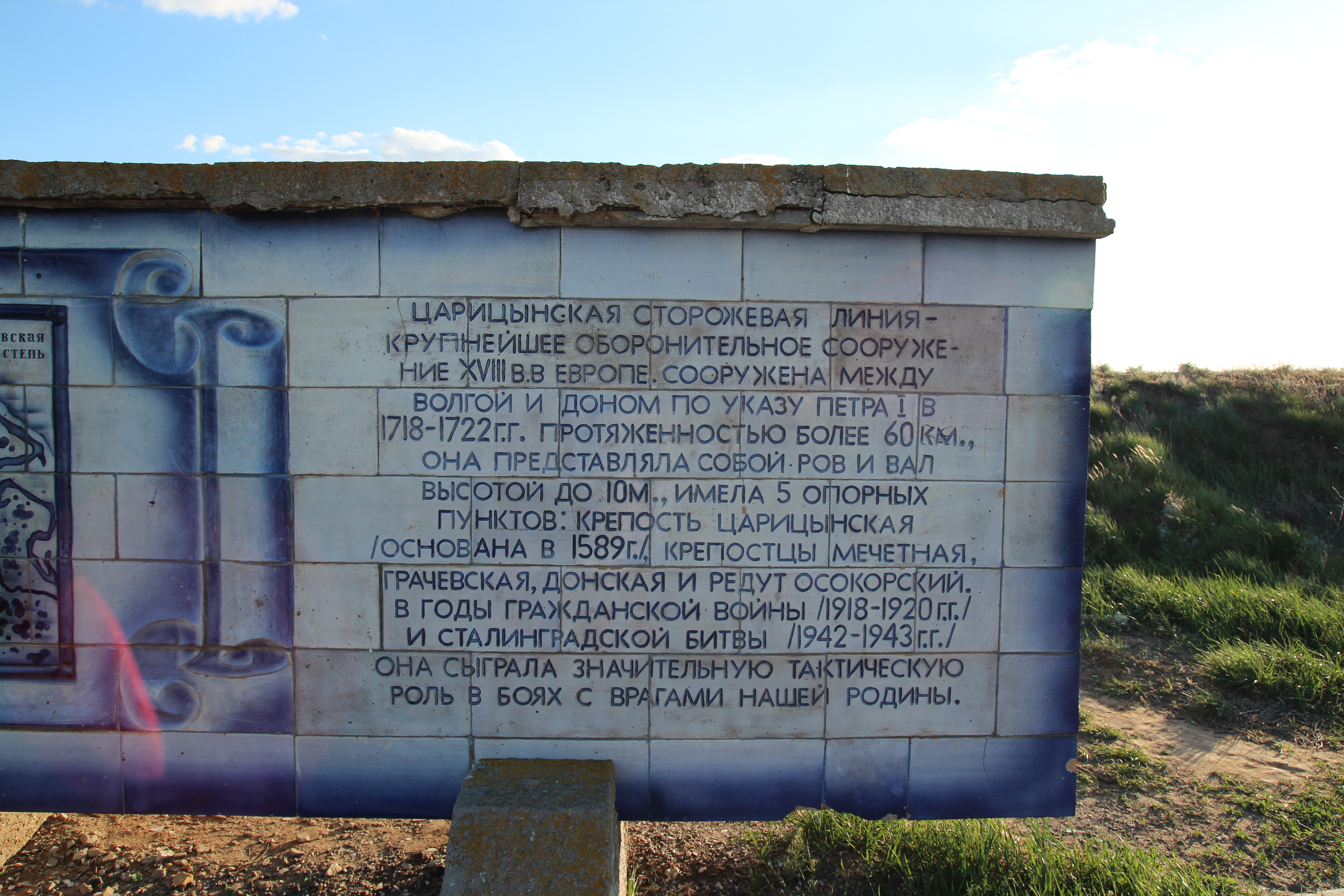
3-я секция памятного знака